# ويليام كرومبتون
ويليام كرومبتون (بالإنجليزية: William Crompton)‏ هو سياسي نيوزلندي، ولد في 1811. انتخب عضو مجلس النواب نيوزيلندا.